# Бруно I фон Мансфелд-Борнщет
Бруно I (II) фон Мансфелд-Борнщет (на немски: Bruno I (II) von Mansfeld-Bornstedt; * 17 ноември 1545; † 14 април 1615 в Борнщет) е граф и господар на Мансфелд-Фордерорт-Борнщет в Саксония-Анхалт.

## Произход
Той е син на граф Филип II фон Мансфелд-Фордерорт-Борнщет, основател на линията Борнщет (* 28 октомври 1502; † 9 юли 1546) и съпругата му бургграфиня Амалия фон Лайзниг (* 22 юли 1508; † 22 февруари 1569), наследничка на Пениг, вдовица на фрайхер Ернст II (III) фон Шьонбург-Валденбург (* 1486; † 12 септември 1534), дъщеря на бургграф Хуго фон Лайзниг (* 21 юни 1465; † 21 март 1538) и първата му съпруга Доротея Шенк фон Ландсберг († 2 септември 1532). Внук е на граф Ернст II фон Мансфелд-Фордерорт († 1531) и Барбара фон Кверфурт († 1511).
Бруно I фон Мансфелд-Борнщет става през 1563 г. господар на Борнщет, подписва лутеранската „Конкордия-формула“ от 1577 г. и „Конкордия-книга“ от 1580 г.
Умира на 14 април 1615 г. на 69 години в Борнщет и е погребан в църквата Св. Андреас в Айзлебен. Линията Борнщет изчезва през 1780 г.

## Фамилия
Бруно I фон Мансфелд-Фордерорт-Борнщет се жени на 27 май 1571 г. за графиня Кристина фон Барби-Мюлинген (* февруари 1551; † 9 април 1605), дъщеря на граф Волфганг I фон Барби-Мюлинген (1502 – 1565) и Агнес фон Мансфелд-Мителорт (1511 – 1558), дъщеря на Гебхард VII фон Мансфелд-Мителорт. Те имат 11 деца:
- Филип IV (* 1572; † 7 fevruari 1583/1584)
- Агнес (* 1573; † 8 април 1647), канониска в Гандерсхайм (1602), дехантин в Гандерсхайм (1610 – 1627)
- Фридрих III (* 1574; † 17 декември 1592 в Страсбургския поход)
- Волфганг (* 1575; † 15 май 1638), граф на Мансфелд-Фордерорт-Борнщет, женен на 14/19 октомври 1618 г. за София Шенк фон Таутенбург († 1636)
- Бруно III (II) (* 18 септември 1576; † 16 септември 1644), граф и господар на Мансфелд-Фордерорт-Борнщет, женен I. 1608 г. за Мария Манрике де Лара и Мандоза († 1636), II. на 13/20 юли 1636 г. във Виена за Мария Магдалена фон Тьоринг-Зеефелд († 1668)
- Йобст III (* 1577; † в нидерландската война?)
- Елизабет (* 18 август 1578; † 22 юли 1622)
- Анна (* 30 август 1579; † 7 август 1620), омъжена на 8 януари 1598 г. в Борнщет за граф Ернст II фон Золмс-Лих-Хоензолмс († 1619)
- Йоахим Фридрих (* 19 април 1581; † 29 април 1623), господар на Фридебург (1604) и Пфютцтал, кралски обрист на шведска служба
- Кристина (* 1 май 1586; † 1 май 1655), канониска в Гандерсхайм (1634), дехантин в Гандерсхайм (1641 – 17 април 1650)
- Филип III (V) (* 1589; † 8 април 1657), граф на Мансфелд-Фордерорт-Борнщет, женен I. на 18 ноември 1611 г. в дворец Мерлау за графиня Мария фон Мансфелд-Хинтерорт († 1625/1635), II. ок. 1630 г. за Маргарета Катарина Попеловна фон Лобковиц († 1669)